# Entrepreneur individuel
Pour les articles homonymes, voir Entrepreneur (homonymie).
L'entrepreneur individuel est une personne physique qui exerce une activité professionnelle (commerciale, artisanale, agricole ou libérale) sans création d'une société (personne morale]. 